# Євпаторійський краєзнавчий музей
Євпаторійський краєзнавчий музей — краєзнавчий музей у місті Євпаторії (АРК, Україна); значне зібрання матеріалів та предметів з історії, етніки та культури Євпаторії, персоналій, пов'язаних із містом.

## Загальні дані
Євпаторійський краєзнавчий музей міститься в історичній будівлі-особняку (див. нижче), й розташований за адресою: вул. Дуванівська, буд. 11/2, м. Євпаторія—97416 (АРК, Україна). Директор закладу — Приднєва Тетяна Євгенівна.

## Історія
Краєзнавчий музей у Євпаторії було засновано 1 лютого 1921 року, коли, за наказом командування 46-ї стрілецької дивізії, під Музей старовини був виділений колишній особняк купця Ю. М. Гелеловіча на вулиці Радянській (вул. Свердлова), 11 (нині це вулиця Дуванівська, 11/2). Відтак заклад відкрився для відвідувачів 30 липня того ж (1921) року.
До 1925 року в музеї діяло п'ять відділів: археологічний, атеїстичний, курортний, виробничий і етнографічний. Атеїстичний відкрили в караїмських кенасах, в мечеті Джума-Джамі розміщувався виробничий. При музеї діяв краєзнавчий гурток, у 1928 році там викладала техніку національної кримськотатарської вишивки художниця-орнаменталістка Адавіє Ефендієва.
Від 1933 року музейний заклад змінив свій профіль, називаючись відтоді євпаторійським краєзнавчим музеєм.
У роки німецької окупації під час II Світової війни музей був майже повністю розграбований — як фонди, так і архіви.
1944 року почалось відновлення музею, а в 1950 році оформився краєзнавчий профіль.
У 1968 році музею знову були передані будівлі караїмських кенас.
У 1988 році в спеціально побудованому будинку відкрилась діорама «Висадка Євпаторійського десанту 5 січня 1942 року», створена за замовленням міста художником студії військових художників ім. М. Грекова в Москві Заслуженим художником РРФСР В. Б. Таутієвим.
У 2000 році музей було нагороджено дипломом II ступеня Республіканського конкурсу «Крымская жемчужина» в номінації «Найкращий музей».
У наш час (2000-ні) краєзнавчий музей у Євпаторії щорічно відвідують близько 80 тисяч осіб, проводиться понад 2 000 екскурсій. Заклад є значним культурним і науковим осередком міста, республіки та країни — тут організовують і проводять лекції, різноманітні масові заходи (тематичні вечори, усні журнали, вечори-зустрічі, уроки мужності, уроки пам'яті тощо), тематичні екскурсії, науково-практичні конференції, видається різноманітна краєзнавча, народознавча і фольклорна література.

## Архітектура маєтку
Будівля виконана з елементами мавританського стилю, про що свідчать підковоподібні арки, ліпнина, різьблення, оздоблення зі сталактита. Також будинок має три ризаліти — два з них мають вхідні двері, а третій — лише вікно. Фасади над верхньою частиною вікон оздоблені ліпниною, а зверху будівлі переходять в парапет зкремонів. Декорування карнизів виконано геометричними елементами, що повторюються з прикрасою круглої форми (розеткою) в центрі кожного такого мотиву. Вхідні дубові двері також мають орнаментальну різьбу. Продумана система димоходів на даху будинку має вигляд маленьких веж, для будівництва яких використано меотичний вапняк.

## Фонди та експозиція
У теперішній час у Євпаторійському краєзнавчому музеї зберігається 56,8 тисяч експонатів. Музейна експозиція відображає історію Північно-Західного Криму, 25-ти віковий історичний розвиток міста Євпаторії та його округи, історію курорту.
Найзначнішою є археологічна колекція, присвячена античній Керкінітиді та середньовічному Гезлеву — понад 37 тисяч предметів.
Значними є також нумізматична колекція, зібрання зброї. Музей володіє одним з найбагатших лапідаріїв у Криму. Виставлені також предмети етнографічної колекції, що розповідають про різні етноспільноти міста, їхню культуру та побут.
Особливе місце в експозиції, присвячений Євпаторії у Новий час та сьогодення, приділено історії та розвитку євпаторійського курорту.

## Виноски
1. ↑  Музеї Криму [Архівовано 20 липня 2010 у Wayback Machine.] на www.tourism.crimea.ua («Крим туристичний») [Архівовано 3 серпня 2009 у Wayback Machine.] (рос.)
2. ↑  Заатов И. НАРОДНОЕ И ДЕКОРАТИВНО-ПРИКЛАДНОЕ ИСКУССТВО КРЫМСКИХ ТАТАР (PDF) (рос.) . Архів оригіналу (PDF) за 21 вересня 2016. Процитовано 12 січня 2016.